# Lago Pontchartrain
Il lago Pontchartrain è un lago di acqua salmastra degli Stati Uniti, nel sud-est della Louisiana. La città di New Orleans è situata sulla sponda sud del lago. Con una superficie di circa 1.840 km2 è il secondo lago salato più grande degli Stati Uniti dopo il Grande Lago Salato.
La salinità è molto bassa nella parte nord, fino ad arrivare a circa la metà di quella del mare nella parte sud. È collegato al fiume Mississippi da un canale artificiale lungo 9 km e al golfo del Messico tramite il lago Borgne, un altro lago di acqua salmastra, e un canale chiamato "The Rigolets".

## Storia

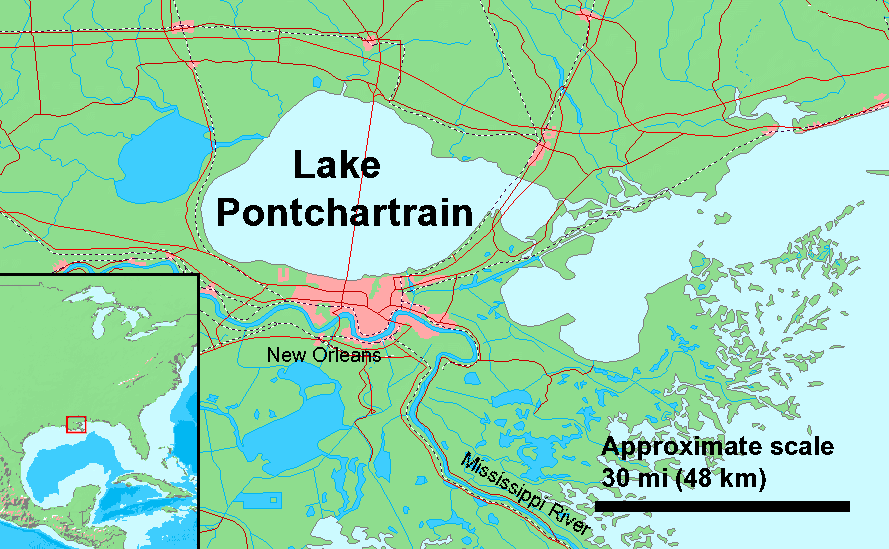
Mappa dell'area del lago Pontchartrain.

Il lago si formò da 2.600 a 4.000 anni fa tramite depositi alluvionali nel delta del fiume Mississippi. Il nome datogli dai nativi americani era Okwata ("Grande acqua").
Nel 1699 l'esploratore francese Pierre Le Moyne d'Iberville lo rinominò Lac Pontchartrain in onore di Louis Phélypeaux, conte di Pontchartrain, ministro della Marina e controllore delle finanze durante il regno di Luigi XIV.
Nel 1818-1823 venne costruito l'Industrial Canal, un canale navigabile lungo circa 9 km che attraversa la città di New Orleans e collega il lago con il fiume Mississippi. Durante le piene del fiume parte delle sue acque vengono dirottate verso il lago, che funge in tal modo da bacino di espansione.
Negli anni cinquanta e sessanta venne costruita la Lake Pontchartrain Causeway. Si tratta di due ponti a travata paralleli in cemento armato che attraversano il lago da nord a sud. Con una lunghezza di 38,5 km, secondo il Guinness World Records è il secondo ponte più lungo del mondo.